# Ашпатск
Ашпатск — деревня в Дзержинском районе Красноярского края в составе Курайского сельсовета. Сгорела в результате пожара 7 мая 2022 года.

## География
Деревня находится в южной части района примерно в 21 километре по прямой на юго-восток от села Дзержинское.

## Климат
Климат резко континентальный, который проявляется в больших годовых амплитудах температуры воздуха. Среднемесячная температура января −21,4 °C, июля 18,2 °C. Средняя дата наступления мороза 7/IX, средняя дата окончания последнего мороза 31/V, средняя продолжительность безморозного периода — 98 дней. Средняя продолжительность отопительного сезона составляет 243 дня, средняя температура отопительного сезона — 9,1ºС. Количество осадков, выпадающих в тёплый период, составляет 288 мм, а в холодный — 74 мм. Средняя высота снежного покрова на открытых участках составляет 36 см, максимальная — 50 см, минимальная — 17 см.

## История
Деревня основана в середине XVIII века.
7-8 мая 2022 года деревня выгорела практически полностью.

## Население
Постоянное население составляло 383 человека в 2002 году (97 % русские), 264 в 2010.